# Tazenda
Tazenda est un groupe etno-pop-rock italien, qui s'est formé en Sardaigne en 1988 à l'initiative de Andrea Parodi, Luigi Camedda e Gino Marielli, et qui est caractérisé par son rappel constant à la musique traditionnelle sarde, à la culture insulaire et à la langue sarde.
Le groupe tient son nom de Seconde Fondation, un roman de Isaac Asimov qui fait partie du « cycle de la Fondation ». Dans le roman, la planète « Tazenda » joue un rôle essentiel (le nom dérive de la locution anglaise Star's End).

## Biographie

### Première formation
Le premier album, Tazenda (1988), présente déjà les caractéristiques typiques du trio : le mélange entre des sons « modernes » de synthé et de guitare électrique et des sons tirés de la tradition sarde (Launeddas, Chant A Tenore, accordéon diatonique), les harmonies vocales et la voix puissante du chanteur Andrea Parodi.
Ils devinrent ensuite célèbres auprès du grand public grâce à leur participation au festival de Sanremo en 1991, avec la chanson Disamparados (Spunta la luna dal monte), qui sortit victorieuse de la Targa Tenco, chanté avec Pierangelo Bertoli. La même année ils gagnèrent aussi le Cantagiro. Dans l'année 1991, sortit l'album Murales, vendu à plus de 200 000 exemplaires. Album qui contient des chansons importantes comme Mamojada, Nanneddu Meu, Un alenu 'e sole.
L'année suivante ils allèrent de nouveau au festival de Sanremo avec la chanson Pitzinnos in sa gherra, qui dénote la marque de Fabrizio De Andre, et sortit aussi l'album Limba. L'LP contient, en plus de la chanson Preghiera Semplice (avec laquelle ils participèrent au Festivalbar), 'Etta abba chelu, interprétée en duo avec le chanteur génois.
La sortie, en 1993, de la chanson il popolo rock, anticipe la mise dans les bacs de l'album homonyme.
La liste de leurs collaborations est d'une grande importance : parmi lesquels Gianni Morandi, Simple Minds, Fabrizio De Andre, Pierangelo Bertoli, Mauro Pagani, Paola Turci, Inti-Illimani, Maria Carta, Eros Ramazzotti e Francesco Renga. Ils ne se sont pas seulement produits en Italie, mais aussi aux États-Unis, au Canada, en Australie, en Allemagne, en Angleterre, en Suisse, en Belgique, en Slovénie et à Cuba.

### La séparation
En 1997 Andrea Parodi quitte le groupe; Gino et Gigi, l'année suivante, enregistre Sardinia. En 2003, ils sortent un single Bandidos, et en 2005 ¡¡¡Bum-ba!!!, contenant onze extraits inédits. Pendant cette période, ils profitent d'une collaboration avec un jeune chanteur Sarde du nom de GianMario Masu, sélectionné après un concours entre les jeunes voix de la Sardaigne.
En 2006 Andrea Parodi recommence à collaborer avec ses anciens compagnons donnant quelques concerts pour interpréter des chansons du vieux répertoire et sortant de nouveaux extraits inédits, comme Natale et Arùentos, tirés de l'album Reunion, nouvel album enregistré dans l'amphithéâtre romain à Cagliari. Le 17 octobre 2006, Le groupe est touché par la disparition de Andrea Parodi à la suite d'une tumeur.

### Seconde formation
En novembre 2006, arrive un nouveau chanteur, Beppe Dettori, qui a une importante carrière de soliste derrière lui. Beppe Dettori, en fait, a collaboré avec Ron, Enrico Ruggeri, Vasco Rossi, David Foster, Céline Dion, Barbra Streisand, Al Jarreau, Lunapop, Gianluca Grignani e Gatto Panceri. En tant que compositeur il a écrit la chanson Il mio amore per te pour Eros Ramazzotti (duquel il a été choriste et guitariste), contenue dans l'album stilelibero. Depuis 1997, il s'occupe de musique ethnique Sarde, mais pas seulement.
Le 30 mai 2007, l'album Vida sort dans les bacs. Produit par la Radiorama, le cd contient sept extraits inédits, en plus de quelques morceaux historiques, et se caractérise par un retour aux premiers sons de Tazenda. Le single Domo mia (dédié à Parodi), en collaboration avec Eros Ramazzotti, a anticipé la sortie de l'album. Il est à noter l'importance de la nouvelle version de No potho reposare dans laquelle y est exprimé un émouvant duo virtuel entre Beppe Dettori, et le regretté chanteur Andrea Parodi, enregistré avec ses dernières forces. On peut encore y trouver une dédicace de la part de Gigi Camedda à son ex-compagnon disparu. L'album a été récompensé par un disque d'or.
Le 23 mai 2008 sort dans les bacs l'album Madre Terra, titre de l'homonyme single diffusé à la radio, qui marque une collaboration avec Francesco Renga.
En 2012 sort l'album Ottantotto.

### Troisième formation
En 2014 un autre nouveau chanteur, Nicola Nite, prende la place de Dettori. Le single Il respiro del silenzio sort en semptembre de la même année.

## Discographie

### Albums en studio
- 1988 : Tazenda
- 1991 : Murales
- 1992 : Limba
- 1994 : Il popolo rock
- 1995 : Fortza paris
- 1997 : Il sole di Tazenda
- 1998 : Sardinia
- 2001 : Bios
- 2003 : Bandidos
- 2005 : ¡¡¡Bum-ba!!!
- 2006 : Reunion
- 2007 : Vida
- 2008 : Madre Terra
- 2012 : Ottantotto

### Live
- 1993 : Il popolo rock
- 2001 : Bios – Live in Ziqqurat
- 2006 : Tazenda Reunion
- 2009 : Il nostro canto - Live in Sardinia
- 2011 : Desvelos tour

### Compilation
- 1997 : Il Sole di Tazenda

### Single
| Année | Single      | Position chart               | Position chart                | Position chart                |
| Année | Single      | Classement italien du single | Classement italien à la radio | Classement européen du single |
| ----- | ----------- | ---------------------------- | ----------------------------- | ----------------------------- |
| 2003  | Bandidos    | /                            | /                             | /                             |
| 2007  | Domo mia    | 1                            | 1                             | 31                            |
| 2008  | Madre Terra | 41                           | 43                            | /                             |
| 2009  | Piove luce  | /                            | 51                            | /                             |

## Sources
- (it) Cet article est partiellement ou en totalité issu de l’article de Wikipédia en italien intitulé « Tazenda » (voir la liste des auteurs).
- (en + it + sc) Site officiel de Tazenda
- (it) Site non officiel de Tazenda
- (it) site officiel de Andrea Parodi